# 松島正芳
松島 正芳（まつしま まさよし、1972年10月12日 - ）は、日本の俳優である。
大阪府出身。大阪府立箕面高等学校卒業後、近畿大学文芸学部演劇専攻にて演出家の大橋也寸や太田省吾に師事。大学卒業後、劇団俳優座に1996年から2012年まで在籍。舞台やテレビなど多方面で活躍中。主な出演作は、映画『貞子vs伽椰子』、舞台『遺産と誤算の狂騒曲』、CM『養命酒』『Amazonプライム』など多数。エージェントオフィスタクトを経て現在はチーキクエージェンシー所属。

## 公称サイズ
身長183cm、バスト95cm、ウェスト82cm、ヒップ94cm、シューズ28.5cm。

## 出演作品

### 映画
- 貞子vs伽椰子（2016年6月18日、監督：白石晃士） - 高木誠 役
- 走れ!T校バスケット部（2018年11月3日、監督：古澤健） - 理事 役
- レディ in ホワイト（2018年11月23日、監督：大塚祐吉）
- スマホを落としただけなのに 囚われの殺人鬼(2020年2月21日、監督：中田秀夫)
- Fukushima 50(2020年3月6日、監督：若松節朗)

### TV
- 土曜ワイド劇場「捜査検事・右近誠の殺人調書」（2000年、テレビ朝日）
- 月曜ミステリー劇場「冤罪シリーズ4」（2003年、TBS）
- 土曜ドラマ「マチベン」（2006年、NHK）
- 月曜ゴールデン「楽園のライオン」（2007年、TBS）
- 金曜プレステージ「死ぬんじゃない! 実録ドラマ・宮本警部が遺したもの」（2008年、フジテレビ）
- 連続テレビ小説「カーネーション」（2012年、NHK）
- ドラマW「罪人の嘘」（2015年、WOWOW）
- 「大貧乏」第6話（2017年、フジテレビ）
- 「重要参考人探偵」第8話 （2017年、テレビ朝日）
- 「探偵が早すぎる」(2018年、読売テレビ)
- ドラマW「コールドケース 〜真実の扉〜」シーズン2 第4話（2018年、WOWOW）
- 土曜ナイトドラマ 「東京独身男子」第6話（2019年、テレビ朝日）
- ドラマ24「コタキ兄弟と四苦八苦」第2話（2020年、テレビ東京）

### 舞台

#### 劇団俳優座本公演
- 「ロボット」（演出：栗山民也、1999年）
- 「十二夜」（作：ウィリアム・シェイクスピア、2001年、俳優座劇場）
- 「日々の敵」（作：秋元松代、2001年、俳優座稽古場）
- 「しまいこんでいた歌」（作：山田太一、2003年、紀伊国屋サザンシアター）
- 「蒼ざめた馬」（作：小里清、2004年、俳優座LABO公演）
- 「次郎長が行く」（作：宮本研、2005年、三越劇場）
- 「しとやかな獣」（作：新藤兼人、2005年、シアターΧ）
- 「地獄の神」（2007年、俳優座LABO公演）
- 「リビエールの夏の祭り」（2007年、俳優座劇場）
- 「豚と真珠湾」（作：斉藤憐/演出：佐藤信、2007年、俳優座劇場）
- 「金魚鉢の中の少女」（作：モーリス・パニッチ/演出：田中壮太郎、2008年、俳優座劇場）
- 「スペースターミナルケア」（作：坂手洋二/演出：栗山民也、2008年、紀伊國屋ホール）
- 「夏光線」（2009年、俳優座LABO公演）
- 「蟹工船」（2009年、俳優座劇場）
- 「nine」（作：小原延之、2009年、シアターΧ）
- 「沈黙亭のあかり」（作：山田太一、2010年、紀伊國屋ホール）
- 「ヒメハル」（作：スエヒロケイスケ/演出：眞鍋卓嗣、2012年、紀伊國屋ホール）

#### それ以外の公演
- 「贋作・桜の森の満開の下」（作・演出：野田秀樹、2001年、新国立劇場）
- 「おはつ」（作：マキノノゾミ/演出：鈴木裕美、2004年、新橋演舞場）
- 俳優座劇場プロデュース「高き彼物」（作：マキノノゾミ/演出：鈴木裕美、2004年）
- 名取事務所公演「ホテル・タイガ」（2010年、笹塚ファクトリー）
- 文化庁日欧舞台交流「ヴェニスの商人」（演出：ニコラス・バーター、2010年、ロンドン・トルコ公演）
- 「フィップス夫人の選択」（演出：小笠原響、2010年、サイスタジオ公演）
- 俳優座劇場プロデュース「十二人の怒れる男たち」（演出：西川信廣、2012年）
- 水戸芸術館ACM劇場プロデュース「遺産と誤算の狂騒曲」（作：エヴァンス&ヴァレン、2013年、水戸芸術館 ACM劇場）

### CM
- エバラ食品　すき焼きのたれ（2005年）
- 富士急ハイランド　トーマスランド（2005年）
- 花王　ヘルシア緑茶（2005年）
- チューリッヒ　自動車保険（2006年）
- ヤマザキ　ハーフサイズ食パン（2007年）
- ハウス食品　ウコンの力（2008年）
- ホンダ　ステップワゴン（2009年）
- ライオン　クリニカ（2009年）
- 日産　エコキャンペーン（2011年）
- 積水ハウス　家に帰れば積水ハウス（2011年）
- 東芝　太陽光発電システム（2011年）
- 任天堂　Wii（2011年）
- レキットベンキーザー・ジャパン　薬用せっけんミューズ（2013年）
- パーパス　エコジョーズ/ソラージュ（2013年）
- 明治　ブルガリア 飲むヨーグルト（2013年）
- 薬用養命酒（2013 - 2016年）
- JR東海　2014夏 そうだ京都、行こう。『萬福寺』（2014年）
- 東京建物　BAYZ TOWER&GARDEN（2014年）
- 新日鉄興和不動産（2015年）
- 三菱自動車（2016年）
- クラブツーリズム きっと見つかる私の旅。ごほうび旅編（2017年）
- Amazonプライム 夫婦の新しい生活篇（2019年）
- 興和株式会社　バンテリンコーワサポーター（2019 - 2024年）
- 中部テレコミュニケーション　コミュファ光　未来をえがき、笑顔をつなぐ　通信品質篇（2021 - 2022年）
- AOKIホールディングス フレッシャーズ（2022 - 2023年）
- あんしん財団　あれもこれも篇（2022 - 2024年）
- リクルートホールディングス リクルートダイレクトスカウト（2022）
- パナソニック  Cool Pantry アプリ 娘の閉め忘れ篇（2022 - 2024年）
- 大王製紙 エリエール えがおにタッチPROJECT 「転校生」篇（2022 - 2023年）
- ハウス食品　プロクオリティ プロのソースで今夜はすてきなカレー篇(2022 - 2023年)
- Yahoo! JAPAN  ヤフーショッピング毎日5%篇（2022 - 2023年）
- fondesk 代表電話 誰が出るのか篇（2023-2024年）
- しゃぶしゃぶ温野菜（2023）
- パーソルテンプスタッフ 「私らしいはたらき方、あたらしいワタシ」（2023-2024）
- アフラック生命保険 ツミタス誕生篇（2024）
- ヤマザキビスケット チップスター（2025）
- アサヒビール アサヒスーパードライ「キンキンのSUPER DRY、はじまる。」篇（2025）
- あきんどスシロー 「和牛炙り焼肉だれ」（2025）

### モデル
- NTT西日本 さぁ、行こうぜ! - スチールモデル
- トステム システムキッチン・プラータ - スチールモデル
- タカラレーベン - スチールモデル

### WEB
- ソニー生命保険 「遠い約束」[2]
- NTTドコモ スマートライフ映像コンテンツ「〜One Day ... 今よりほんの少し、未来のわたしたち。〜」[2]
- 日本マイクロソフト Windows 10（2018-2019年）
- インテル Windows 10（2018-2019年）
- 全国包装米飯協会　「心もチンするごはん」（2021-2022）
- 黒川鞄工房　「伝統と記憶を繋ぐ篇」（2022）
- カインズ 「小さな椅子の物語」（2022－2024）
- サントリー 「快眠セサミン」（2023）
- トヨタ自動車　トヨタの安心安全　「距離を置く女篇」 (2023-2024）
- ソフトバンク　ソフトバンク Chromebook「すぐにメッセージに返信 」篇　(2024）

### 声優
- クローザー SEASON6（海外ドラマ）
- ヒューマン・ターゲット（海外ドラマ）